# Graham Watson
Graham Robert Watson (Rothesay, Illa de Bute, Escòcia, 23 de març de 1956) és un polític escocès. Membre del Parlament Europeu des de 1994 per la circumscripció britànica Sud-oest d'Anglaterra i des del 2011 és el president del Partit Europeu dels Liberals, Demòcrates i Reformistes.

## Biografia
La seva mare era professora i el seu pare oficial de la Marina Reial. Va ser educat a la City of Bath Boys' School, tot i que més tard va tornar a Escòcia per estudiar a la Universitat Heriot-Watt d'Edimburg. Es va graduar en llengües modernes el 1979. Durant un any va treballar com a intèrpret. Després va treballar com a administrador al Paisley College fins a 1983.

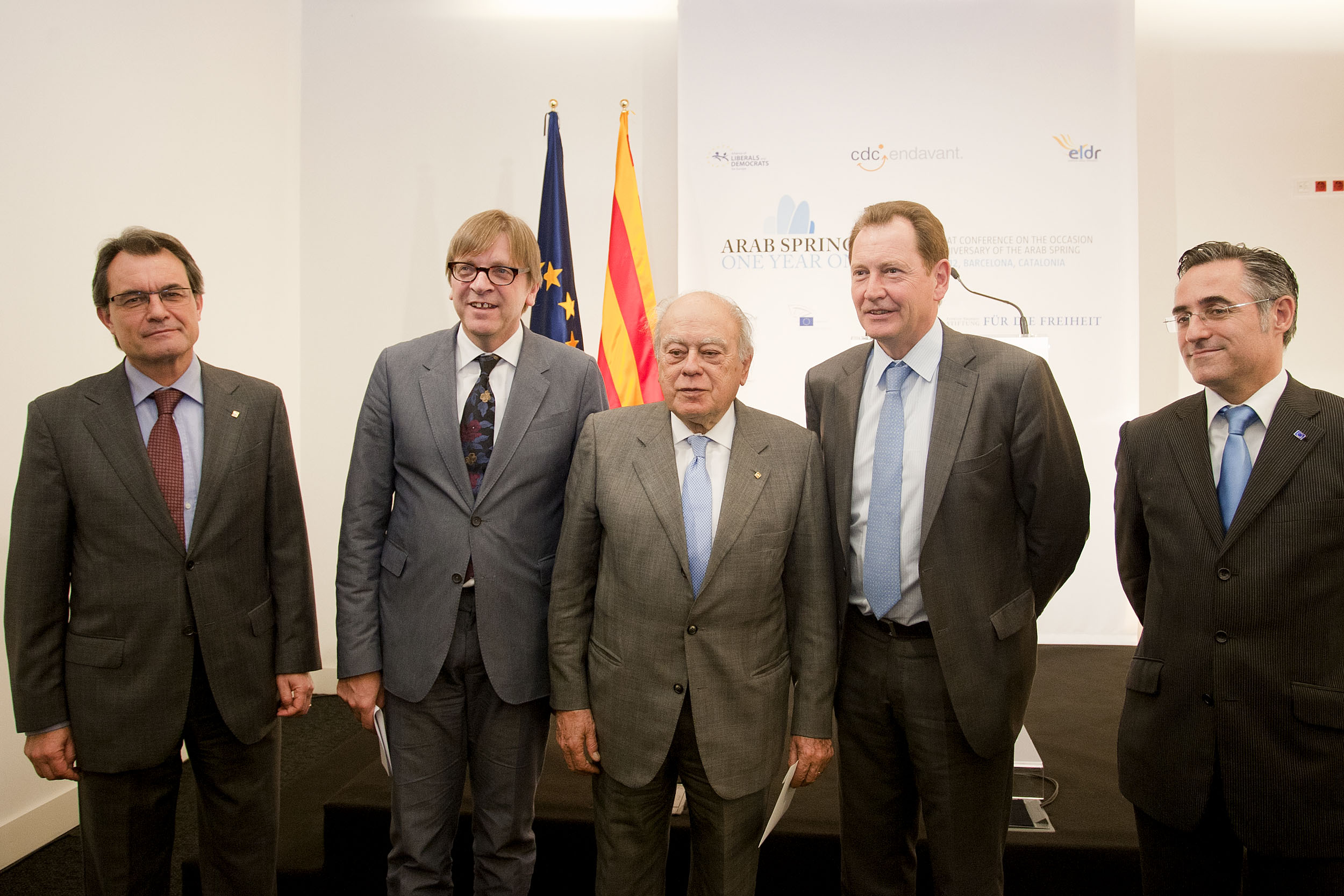
D'esquerra a dreta: Artur Mas, Guy Verhofstadt, Jordi Pujol, Graham Watson i Ramon Tremosa

El 1972 ja havia començat la seva activitat política de la mà dels Joves Liberals. Va ser vicepresident de la Federació Internacional de Joves Liberals des de 1977, i el 1979 en fou secretari general. Va ser fundador de l'European Youth Forum. Va ser membre del Consell del Partit Europeu dels Liberals, Demòcrates i Reformistes entre 1983 i 1993. També entre 1983 i 1987 va servir com a cap de l'Oficina Privada del llavors líder del Partit Liberal del Regne Unit, David Steel.
El 1988 va començar a treballar per al banc HSBC a Londres i Hong Kong. El seu treball en aquest banc va incloure tres mesos amb el Banc Europeu de Reconstrucció i Desenvolupament. Fou líder del Grup de l'Aliança dels Liberals i Demòcrates per Europa entre 2002 i 2009.
Graham Watson, des de la seva tribuna privilegiada a Europa, el setembre de 2012 va considerar que el poble català hauria de decidir el seu futur i la UE hauria de garantir aquest procés.